# 카르멘 매튜즈
카먼 매슈스(Carmen Mathews, 1911년 5월 8일 ~ 1995년 8월 31일)는 미국의 배우이다.
필라델피아에서 태어났다.

## 출연 작품
- 더 라스트 베스트 이어 (1990년)
- 다니엘 (1983년)
- 야만인 고갱 (1980년)
- 사운더 (1972년) - 미시즈 보트라이트 역
- 버터필드 8 (1960년)

### 텔레비전
- 스튜디오 원 (1948년)